# Escudo de Artsaj
El escudo de Artsaj está compuesto por un águila de cabeza blanca con una corona dorada ornamental colocada sobre ella. Detrás del águila aparece representado, con sencillos trazos, el sol naciente. El águila porta sobre su pecho un escudo en el que figura la bandera de Artsaj, colocada en palo (verticalmente) y surmontada por una panorámica de una cadena montañosa, situada en el jefe. En el centro de este escudo, sobre el todo, se observa el monumento conocido popularmente como Տատիկ և Պապիկ (Dadik yev Babik, es decir, Somos Nuestras Montañas), ubicado en Stepanakert, capital de la república, que simboliza al pueblo de Karabaj. 
El águila reposa sobre una corona vegetal compuesta de productos agrícolas como racimos de vid y espigas de trigo. 
En la parte superior del escudo aparece escrito, en una cinta dorada, Լեռնային Ղարաբաղի Հանրապետություն (“República de Nagorno Karabaj”).